# Duparquetia
Duparquetia orchidacea là một loài duy nhất trong chi Duparquetia bản địa của vùng nhiệt đới tây Phi. Cấu trúc đặc trưng của hoa và thân gỗ, và các nghiên cứu phân tử cho thấy nó là một nhánh cơ bản trong họ Đậu.